# Viktor (Kocaba)
Viktor (světským jménem: Volodymyr Dmytrovyč Kocaba; * 5. června 1983, Stari Kuty) je ukrajinský duchovní Ukrajinské pravoslavné církve Moskevského patriarchátu a metropolita chmelnycký a starokosťantynivský.

## Život
Narodil se 5. června 1983 ve vesnici Stari Kuty v Ivanofrankivské oblasti. Byl prasynovcem metropolity Volodymyra (Sabodana).
Po střední škole nastoupil na Kyjevský duchovní seminář a roku 2004 pokračoval ve studiu na Kyjevské duchovní akademii, kde získal titul kandidát bohosloví. Studoval také na fakultě práva Kyjevské univerzity. Od 3. července 2007 přednášel na duchovním semináři a akademii. Dne 1. září byl jmenován sekretářem kanceláří duchovních škol.
Dne 20. července 2008 byl metropolitou Volodymyrem (Sabodanem) rukopoložen na diákona a 28. července patriarchou moskevským Alexijem II. na jereje. Dne 21. září byl povýšen na protojereje.
Od 1. září 2010 byl představeným chrámu Ikony Matky Boží Hořící keř ve vesnici Pljuty. Dne 18. března 2012 mu byla udělena mitra.
Dne 19. července 2012 byl jmenován vedoucím Administrativní správy kyjevské metropole. Dne 20. března 2015 přijal mnišský postřih se jménem Viktor na počest svatého Viktora Damašského. V květnu stejného roku byl povýšen na archimandritu.
Dne 27. května 2017 byl ustanoven hlavou představitelstva Ukrajinské pravoslavné církve při evropských mezinárodních organizacích. Stejného dne jej Svatý synod Ukrajinské pravoslavné církve zvolil biskupem baryšivským a vikářem kyjevské eparchie. Biskupská chirotonie proběhla 5. června v katedrálním chrámu Svaté Trojice v Kyjevě. Hlavním světitelem byl metropolita kyjevský a celé Ukrajiny Onufrij (Berezovskyj).
Dne 17. srpna 2022 byl povýšen na arcibiskupa a 3. dubna 2023 ustanoven arcibiskupem chmelnycký a starokosťantynivský.
Dne 17. srpna 2024 byl metropolitou kyjevským Onufrijem povýšen na metropolitu.
V roce 2025 navštívil Prahu, kde se účastnil archijerejské liturgie v katedrále svatých Cyrila a Metoděje. 